# Dorin Recean
Dorin Recean (Dondușeni, 17 maart 1974) is een Moldavische politicus en sinds 16 februari 2023 de premier van Moldavië. Voordien was hij veiligheidsadviseur van president Maia Sandu.

## Biografie
Recean studeerde in 1996 af aan de hogeschool voor economische studies van Moldavië. Vervolgens behaalde hij in 2000 een masterdiploma in bedrijfskunde aan de Newport University.
Recean begon zijn carrière als docent in 1995 aan de Academie voor Economische Studies en bleef daar lesgeven tot 2007. Van 2002 tot 2010 werkte hij ook bij verschillende ondernemingen in verschillende functies. Tevens gaf hij les aan de Newport International University van 2000 tot juli 2012.
In januari 2010 werd Recean benoemd tot plaatsvervangend minister van Informatie- en Communicatietechnologie (ICT), een functie waarin hij verantwoordelijk was voor de implementatie van nieuwe beveiligde documenten waaronder het biometrische paspoort, als onderdeel van het actieplan voor visumliberalisering.
In juli 2012 werd hij benoemd tot minister van Binnenlandse Zaken in het kabinet onder leiding van Vlad Filat, ter vervanging van Alexei Roibu. Op 31 mei 2013 werd Recean herbenoemd tot minister van Binnenlandse Zaken in het kabinet onder leiding van premier Iurie Leancă.
Onmiddellijk na de verkiezingen van november 2014 kondigde Recean aan dat hij een particuliere zakelijke carrière in fintech zou nastreven.
Op 16 februari 2023 werd Recean benoemd tot premier van Moldavië. Hij volgde daarmee zijn partijgenoot Natalia Gavrilița op.

## Politieke standpunten
Recean steunt het Moldavisch lidmaatschap van de EU en streeft nauwere banden met het Westen na.

## Privéleven
Recean is getrouwd en heeft twee kinderen.